# 柯柳 (加利福尼亞州)
柯柳（英語：Curlew）是位於美國加利福尼亞州因皮里爾縣的一個非建制地區。該地的面積和人口皆未知。

## 地理
柯柳的座標為32°56′00″N 115°24′20″W / 32.93333°N 115.40556°W，而該地的平均海拔高度為-27米（即-89英尺）。